# フェアリー デルタ1
フェアリー デルタ1
フェアリー デルタ1
- 用途：実験機
- 製造者：フェアリー・アビエーション
- 初飛行：1951年3月12日
- 生産数：1機
- 退役：1956年

フェアリー デルタ1（Fairey Delta 1又はFD1）は、デルタ翼の飛行特性と遷音速領域での操縦性の研究のためにフェアリー・アビエーション社で製作されたイギリスの実験機である。試験においてFD1は好ましくない操縦性と安定性を示したことで、続く2機の発注はキャンセルされた。本機はイギリスで最初に設計されたデルタ翼機であった。

## 設計と開発
元々は垂直離陸機（VTO）戦闘機として考えられていたが、提案された機体は傾斜した発射台から離陸するように意図されていた。既にフェアリー社での初期の設計段階で軍需省は、本機を軍需省要求仕様 E.10/47に合致するより一般的なターボジェットエンジン付きの実験機として製作することを決めていた。フェアリーR型設計案は、円形断面の胴体と機首先端に空気吸入口を持つ中翼配置のデルタ翼機であり、エンジンはロールス・ロイス ダーウェント 8 遠心圧縮式ターボジェットエンジンを搭載していた。遷音速機として設計されていたが、デルタ1は同社の次の設計である細身で流麗なフェアリー デルタ2とは全く異なる短胴の太い胴体を有していた。「フェアリー デルタ」（"Fairey Delta"）の名称が与えられて3機が発注されたが、後に名称はフェアリー デルタ1（FD1）に改称された。

## 試験

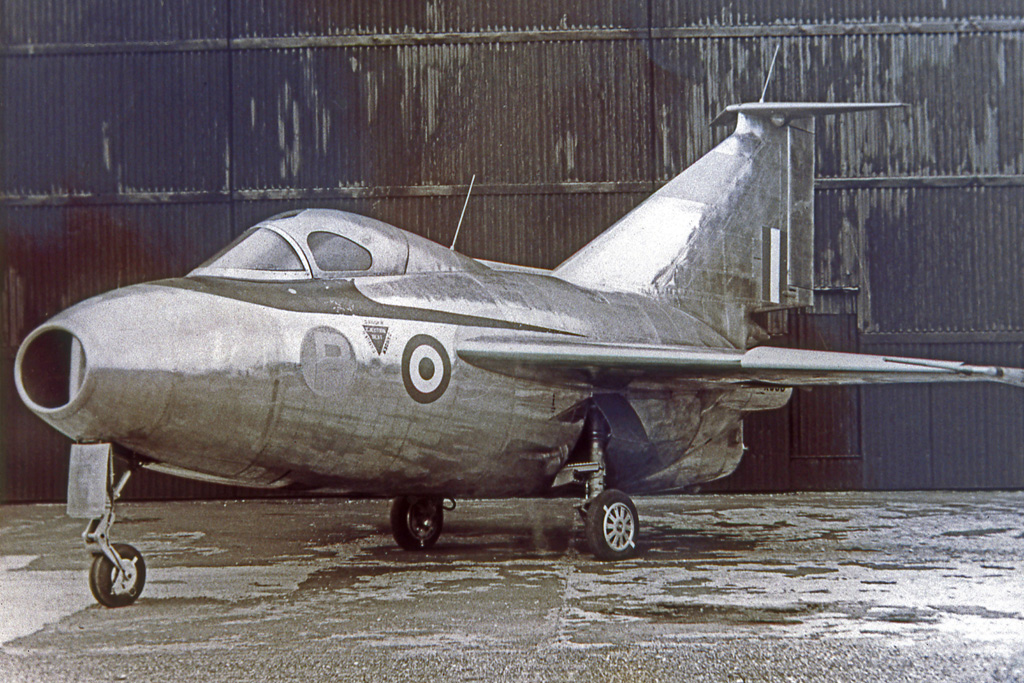
タキシング試験のために1950年5月にリングウェイ空港で組み立てられたFD1。既に垂直尾翼の頂部にデルタ翼状の動翼が取り付けられている。

唯一の完成機となるFD1はヒートン・チャペルのストックポートにあるフェアリー社の工場で製作され、最終組み立てのためにマンチェスターのリングウェイ空港にある同社の試験施設に陸路で運ばれた。1950年5月12日から試験が始まり、4,200フィートの主滑走路を使用しての数度の高速タキシング試験が実施された後で機体の一部が分解されて陸路によりボスコムダウンの航空機・兵装実験機関へ運ばれた。更にタキシング試験を重ねた後の1951年3月12日にこの試作機（シリアルナンバー VX350）は、フェアリー社のテストパイロットのゴードン・スレード（Gordon Slade）大佐の操縦で初飛行を行った。FD1には垂直尾翼の頂部にデルタ翼状の動翼が取り付けられており、これは「速度が上がると発生する深刻なピッチング」を抑えることを意図していた。その後の試験で「危険」と分類されるほどの深刻な安定性の問題が指摘され、付加された垂直尾翼上の動翼により最高速度は比較的低速の345 mph (555 km/h)に制限された。
1951年9月の着陸時の事故後にFD1は、臨時のスロットと主翼端に装着していたスピン防止用パラシュートの流線型収納部を取り外す改装を受けた。大きな動翼は高いロール率を達成できたが、機体の制御が難しいのみならず正確な飛行すら困難にしていた。僅か1機のみが製作され、2号機（VX357）と3号機（VX364）の機体は製造に入る前にキャンセルされた。

## 晩年
航空省により計画がキャンセルされた後もフェアリー社によるFD1の飛行試験は続けられたが、1956年2月6日にボスコムダウンでの着陸時の事故により修理不能な損傷を負った。同年10月に標的として使用するためにシューバーイネスの射爆場に移送され、後に廃棄処分にされた。フェアリー社はFD1に38万2,000ポンドの自社資金を費やした。

## 要目 (Fairey Delta 1)
出典: Jane's
諸元
- 乗員: 1
- 全長: 8 m （26 ft 3 in）
- 全高: 5.9 m （19 ft 6.5 in）
- 翼幅: 5.9 m（19 ft 6.5 in）
- 運用時重量: 3,084 kg （6,800 lb）
- 動力: ロールス・ロイス ダーウェント 8 ターボジェット
  - ドライ推力: kN （3,600 lb） × 1
  - アフターバーナー使用時推力: kN （lbf） × 1

性能
- 最大速度: 1,011 km/h （545 knots） 628 mph